# 東海大学学生ロケットプロジェクト
東海大学学生ロケットプロジェクト (Tokai Student Rocket Project, TSRP) は、東海大学に存在する学生団体の1つで、自主開発したロケットの打ち上げ実験を主に行っている団体である。1995年に東海大学湘南キャンパスに発足した。SRPとも呼ばれる。

## 活動目的
- ロケット本体やその実験に必要な機器を自主製作する事により、高い技術力を身につけ、社会に役立つ優秀な技術者を育成する。
- 多くの人間が関わるロケット打ち上げ実験を通し、プロジェクトのマネージメント力や周囲との協調性を身につけ、社会・組織の中で活動できる人間を育成する。
- 本活動を通し、世間一般の人々の宇宙や宇宙機への興味、知識を増大させ、航空宇宙分野全体の発展を目指す。

## 組織
TSRPは、工学部航空宇宙学科（現、工学部航空宇宙学科航空宇宙学専攻）の航空宇宙特別プロジェクトとして1995年、湘南キャンパスに発足し、学部・学科を問わず学部1年生から大学院生までが在籍できる。1999年に、地球電磁気・地球惑星圏学会、2001年に大学宇宙工学コンソーシアム (UNISEC) に加盟、2006年度に開設された、東海大学チャレンジセンターが採択するチャレンジプロジェクトの一つにも認定されている。
組織は以下の班に分かれている。また、打上げ実験毎にプロジェクトを組織する体制をとっている。
- 計測制御班
- 構造機構班
- 燃焼班
- シミュレーション班
- 広報班

## 活動内容
日米共同観測ロケット打ち上げ実験
アラスカ大学フェアバンクス校 (UAF: University of Alaska Fairbanks) と富山県立大学と共同で、全長5m、高度100kmクラスの観測ロケットの打ち上げ実験を行っており、TSRPは搭載計器の開発を担当、UAFが打ち上げ及び機体製作、富山県立大学がラジオレシーバを担当する。1996年から、アラスカ大学フェアバンクス校と共同で観測ロケット打ち上げ実験を進め、2000年1月に「TR-1」（最高高度79km）を、2002年3月に「SRP-4」（最高高度89km）をアラスカ州ポーカーフラット打ち上げ実験場にて打ち上げた。これらのロケットに搭載された計器は、全て正常に動作し成功を収めた。また、3機目の共同観測ロケット打ち上げ実験、「SRP-5」の打ち上げに2009年1月に成功した。
ハイブリッドロケット打ち上げ実験
エンジン、機体、搭載計器等全ての部分の自主開発を目標としたハイブリッドロケット打ち上げ実験を行っている。自主開発部分は年々拡大し、現在はロケットの全ての部分を設計・製作している。
今までに、アラスカ州と日本国内（北海道および秋田県）において、H-1からH-49まで、合計43機のハイブリッドロケットの打ち上げが行われた（2017年12月現在）（H-8,H-39,H-43,46,47,48は打ち上げ中止）。1号機「H-1」はアラスカ州ポーカーフラット打ち上げ実験場にて2001年3月に打ち上げられた。以後、2004年3月から北海道広尾郡大樹町の大樹町多目的航空公園において冬季のロケット打ち上げ実験を毎年実施しているほか、2005年8月からは、毎年8月に秋田県能代市において開催される能代宇宙イベントの一環として打ち上げ実験を実施している。
2005年8月以降は、8月に秋田県、3月に北海道と年2回の打ち上げを行なっている。機体名称は、アラスカでの1号機、冬季、夏季を問わず、一貫して連番の「H-○」となっている。
冬季打ち上げ実験は「第○期ハイブリッドロケットプロジェクト（第○期HBR）」、夏季打ち上げ実験は2007年度までは「第○期教育ロケットプロジェクト」、2008年度は「能代技能養成プロジェクト」と呼称している（なお、2008年8月打ち上げの「H-15」および「H-16」については、H-15は能代技能養成、H-16は2009年3月打ち上げ機体の新要素の事前実証を意図しているため第7期HBRに含まれている）。
H-42は音速突破環境下での飛翔データを取得しようとしていたが打ち上げから8秒後にノーズコーン脱落により空中分解し、データは取得できなかった。
H-46はロケットへの酸化剤充填が正常に行われず、酸化剤不足により打ち上げ中止。
H-48は酸化剤供給バルブシステムからのリークを確認したため、シーケンスを中断し、再度打ち上げを目指したが第14回能代宇宙イベント中での台風接近による日程調整の関係で打ち上げ中止。

CanSat競技参加
Cansat（カンサット）と呼ばれる小型模擬衛星を製作し、能代宇宙イベントのフライバックコンペティションに参加している。
アウトリーチ活動
定期的に大学宇宙工学コンソーシアムでの活動報告や、学会発表を行なっている。